# Susanne Fischer-Rizzi

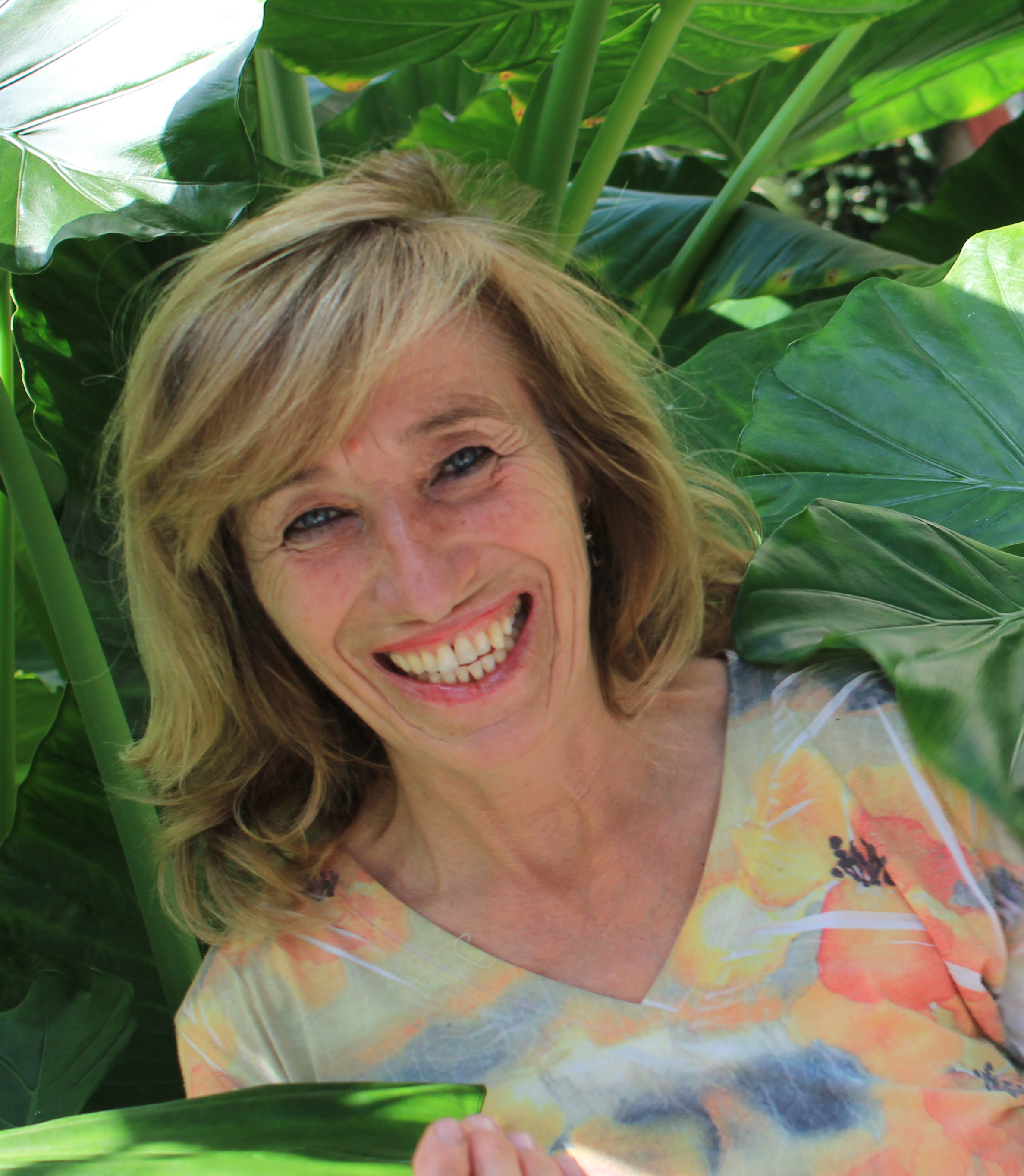
Susanne Fischer-Rizzi

Susanne Fischer-Rizzi (* 1952 in Stuttgart) ist eine deutsche  Heilpraktikerin und Autorin.

## Leben und Wirken
Susanne Fischer-Rizzi studierte Philosophie und machte an der Josef-Angerer-Schule eine Ausbildung zur Heilpraktikerin. In Indien beschäftigte sie sich mit ayurvedischer und tibetischer Pflanzenheilkunde und in Nordamerika mit indianischer Heilkunde.
In Deutschland eröffnete sie eine Praxis für Naturheilkunde und gründete eine Schule für Pflanzenheilkunde, Aromatherapie und Wildnispädagogik, an der sie selbst lehrt. Die von ihr verfassten Bücher wurden in mehrere Sprachen übersetzt.
Susanne Fischer-Rizzi lebt im Allgäu.

## Schriften
- Blätter von Bäumen. Legenden, Mythen, Heilanwendung und Betrachtung von einheimischen Bäumen. Irisiana, Haldenwang 1981, ISBN 3-921417-29-5. Neuauflagen: Zweitausendeins, Frankfurt am Main 1982. Hugendubel, München 1989, 1992, 1993, 1994, 1996, 1998, 2001. Heyne, München 2001. AT, Baden 2007, ISBN 978-3-03-800343-4.
Japanische Ausgabe: Baumu. Amusuku, Tokio 1992, ISBN 4-900621-13-7.
- Medizin der Erde. Hugendubel, München 1984, ISBN 3-88034-226-1. Neuauflagen: 1990, 1991, 1993, 1995. Heyne, München 1999.
Englischsprachige Ausgabe: Medicine of the earth. Rudra Press, Portland, Or. 1996, ISBN 0-915801-59-0.
- Dufterlebnisse. Joy, Isny 1987, ISBN 3-9801624-2-7. Neuauflagen: Joy, Sulzberg 1993. Hugendubel, München 1994.
- Poesie der Düfte. Joy, Isny 1989, ISBN 3-9801624-5-1. Neuauflage: Hugendubel, München 1994.
- Himmlische Düfte. Hugendubel, München 1989, ISBN 3-88034-415-9. Neuauflagen: 1989, 1990, 1991, 1991, 1992, 1994, 1994, 1995. AT, Aarau 2002, 2008.
 Lizenzausgabe: Handbuch der Aromatherapie. Buchgemeinschaft Donauland, Wien 1990.
Englischsprachige Ausgabe: Complete aromatherapy handbook. Sterling, New York 1990, ISBN 0-8069-8222-5.
Niederländische Ausgabe: Hemelse geuren. Driehoek, Amsterdam 1993, 1997, ISBN 90-6030-578-7.
Japanische Ausgabe: Ten-no-kaori. Amusuku, Tokio 1995, ISBN 4-900621-16-1.
- Duft und Psyche. Kartenset mit Handbuch. Joy, Sulzberg 1991, ISBN 3-9801624-9-4.
- Aroma-Massage. Illustrationen von Peter Ebenhoch und Günter Hartmann. Hugendubel, München 1993, ISBN 3-88034-654-2. Neuauflage: 1995
Spanische Ausgabe: Los masajes del bienestar. Robinbook, Barcelona 1995, ISBN 84-7927-120-5.
- mit Paolo Rovesti (Hrsg.): Auf der Suche nach den verlorenen Düften. Eine aromatische Kulturgeschichte. Hugendubel, München 1995, ISBN 3-88034-755-7.
- Botschaft an den Himmel. Hugendubel, München 1996, ISBN 3-88034-896-0. Neuauflage: Heyne, München 1999.
Englischsprachige Ausgabe: The complete incense book. Sterling, New York 1998, ISBN 0-8069-9987-X.
Tschechische Ausgabe: Poselství nebi. Volvox Globator, Prag 1998, ISBN 80-7207-211-0.
- Gold in der Küche. Das Safrankochbuch. AT, Aarau 2000, ISBN 978-3-03800-613-8.
- Mit Tieren verbunden. Die geheimnisvolle Beziehung zwischen Mensch und Tier. AT, Aarau 2004, ISBN 978-3-03800-916-0.
- Mit der Wildnis verbunden. Kraft schöpfen – Heilung finden. Kosmos, Stuttgart 2007, ISBN 978-3-44015-090-0.
- Wilde Küche. Das große Buch vom Kochen am offenen Feuer. AT, Aarau 2010, ISBN 978-3-03800-499-8.
Englischsprachige Ausgabe: Cook Wild. Year-round Cooking on an Open Fire. Lincoln, London 2012, ISBN 978-071123281-5.
- Das große Buch der Pflanzenwässer. Pflegen, heilen, gesund bleiben mit Hydrolaten. AT, Aarau 2014, ISBN 978-3-03800-699-2.